# Bandon (Irlande)
Pour les articles homonymes, voir Bandon.
Bandon (Droichead na Bandan en irlandais) est une ville du comté de Cork en république d'Irlande.
Bandon se trouve sur le fleuve Bandon, entre deux collines.
Son nom qui signifie « pont sur le Bandon » rappelle que la ville fut établie autour d'une voie de communication traversant le fleuve.
La ville de Bandon et ses environs comptent plus de 5 000 habitants.

## Histoire
La ville fut fondée en 1610.

## Personnalité liée à la commune
- George Strickland Kingston (1807-1880), un architecte d'Australie Méridionale : naissance.
- John Jerome Healy (1840-1908, homme d'affaires américain, y est né.
- Máire Ní Chathasaigh (1956), une harpiste et chanteuse irlandaise : naissance